# Jerry Akaminko
Jeremiah «Jerry» Akaminko (Acra, Ghana, 2 de mayo de 1988) es un exfutbolista ghanés que jugaba como defensa.

## Selección nacional
Fue internacional con la selección de Ghana en 10 ocasiones y convirtió un gol.

### Participaciones en Copas Africanas
| Copa                               | Sede      | Resultado    | Partidos | Goles |
| ---------------------------------- | --------- | ------------ | -------- | ----- |
| Campeonato Africano Sub-17 de 2005 | Gambia    | Subcampeón   | ?        | 0     |
| Copa Africana de Naciones 2013     | Sudáfrica | Cuarto lugar | 1        | 0     |

## Clubes
| Club           | País           | Año       |
| -------------- | -------------- | --------- |
| Heart of Lions | Ghana          | 2005-2008 |
| Orduspor       | Turquía        | 2008-2011 |
| Manisaspor     | Turquía        | 2011-2012 |
| Eskişehirspor  | Turquía        | 2012-2018 |
| Istanbulspor   | Turquía        | 2018      |
| Ohod Club      | Arabia Saudita | 2019-2020 |